# Olpiidae
Olpiidae es una familia de pseudoscorpiones distribuidos por todos los continentes.

## Géneros
Según Pseudoscorpions of the World:
- Hesperolpiinae Hoff, 1964
  - Aphelolpium Hoff, 1964
  - Apolpium Chamberlin, 1930
  - Calocheirus Chamberlin, 1930
  - Cardiolpium Mahnert, 1986
  - Ectactolpium Beier, 1947
  - Hesperolpium Chamberlin, 1930
  - Nanolpium Beier, 1947
  - Planctolpium Hoff, 1964
  - Progarypus Beier, 1931
  - Stenolpiodes Beier, 1959
  - Stenolpium Beier, 1955
- Olpiinae Banks 1895
  - Antillolpium Muchmore, 1991
  - Austrohorus Beier, 1966
  - Banksolpium Muchmore, 1986
  - Beierolpium Heurtault, 1976
  - Calocheiridius Beier & Turk, 1952
  - Euryolpium Redikorzev, 1938
  - Halominniza Mahnert, 1975
  - Heterohorus van Tooren, 2011
  - Heterolpium Sivaraman, 1980
  - Hoffhorus Heurtault, 1976
  - Horus Chamberlin, 1930
  - Indolpium Hoff, 1945
  - Leptolpium Tooren, 2002
  - Linnaeolpium Harvey & Leng, 2008
  - Minniza Simon, 1881
  - Neopachyolpium Hoff, 1945
  - Nipponogarypus Morikawa, 1955
  - Novohorus Hoff, 1945
  - Olpiolum Beier, 1931
  - Olpium L. Koch, 1873
  - Pachyolpium Beier, 1931
  - Parolpium Beier, 1931
  - Pseudohorus Beier, 1946
  - Tricholpium Tooren, 201
  - Xenolpium Chamberlin, 1930